# Maculauger minipulcher
Maculauger minipulcher é uma espécie de gastrópode do gênero Maculauger, pertencente a família Terebridae.